# 三隆里
三隆里，位於高雄市大寮區中部的一個里，北和永芳里、琉球里為鄰，東及東南分以為上寮里、大寮里為鄰，南近過溪里，西及會社里、過溪里相靠。

## 地名由來
三隆里是由拷潭寮、洪厝埕、芎蕉腳等三個主要聚落結合而成，故名三隆；而「隆」則取其「繁榮興旺」之意。芎蕉腳：即香蕉之閩南讀音，因此地以種香蕉為主而得名。拷潭寮：張簡十五世多位先人由拷潭村遷居到溪埔搭寮農作，即稱拷潭寮（今三隆里），至今已有百餘年，後世不姓張簡、即姓簡。張簡姓家族有一特色，就是醫生特別多，因為在光復前，日本人不準台灣人參與政治，張簡家鼓勵子女習醫，而且有相當好的成就。張簡姓和簡姓家族在大寮相當有份量，政治人物如第一、三屆鄉長張簡德，第四、五屆鄉長張簡麗華，第八、九屆鄉長簡茂松等。在農會及教育界，張簡子孫也佔有很重要的地位和影響。

## 歷史
1920年全臺行政區劃大改制，原小竹上里所轄之磚仔磘庄、翁公園庄、山仔頂庄，及小竹下里所轄的拷潭庄、赤崁庄、大藔庄合併成立大寮庄，隸屬高雄州鳳山郡。1946年（民國35年），大寮庄改制為大寮鄉，屬於高雄縣；其下屬的大寮則分拆為上寮村（頂大寮）、大寮村（下大寮、後壁寮）及三隆村（芎蕉腳、考潭寮、洪厝埕）三個村。2010年12月25日五都改制，三隆村改為高雄市大寮區三隆里。

## 主要街道
- 鳳林三路、二路（台25線）、大寮路（市道188號）、光明路二段，則三隆路貫穿本里，東接上寮路。
- 芎蕉腳：北興路。
- 洪厝程：永芳路。
- 拷潭寮（為三隆人口主要集中地）：（橫向）大信、昌隆、瑞隆、秀隆、文隆、明隆、永隆、義隆、仁隆、忠隆街；（縱向）慈隆、立隆、安隆、富隆、正隆、東隆、華隆、佳隆、福隆、忠隆街、興隆路。[3]

## 交通

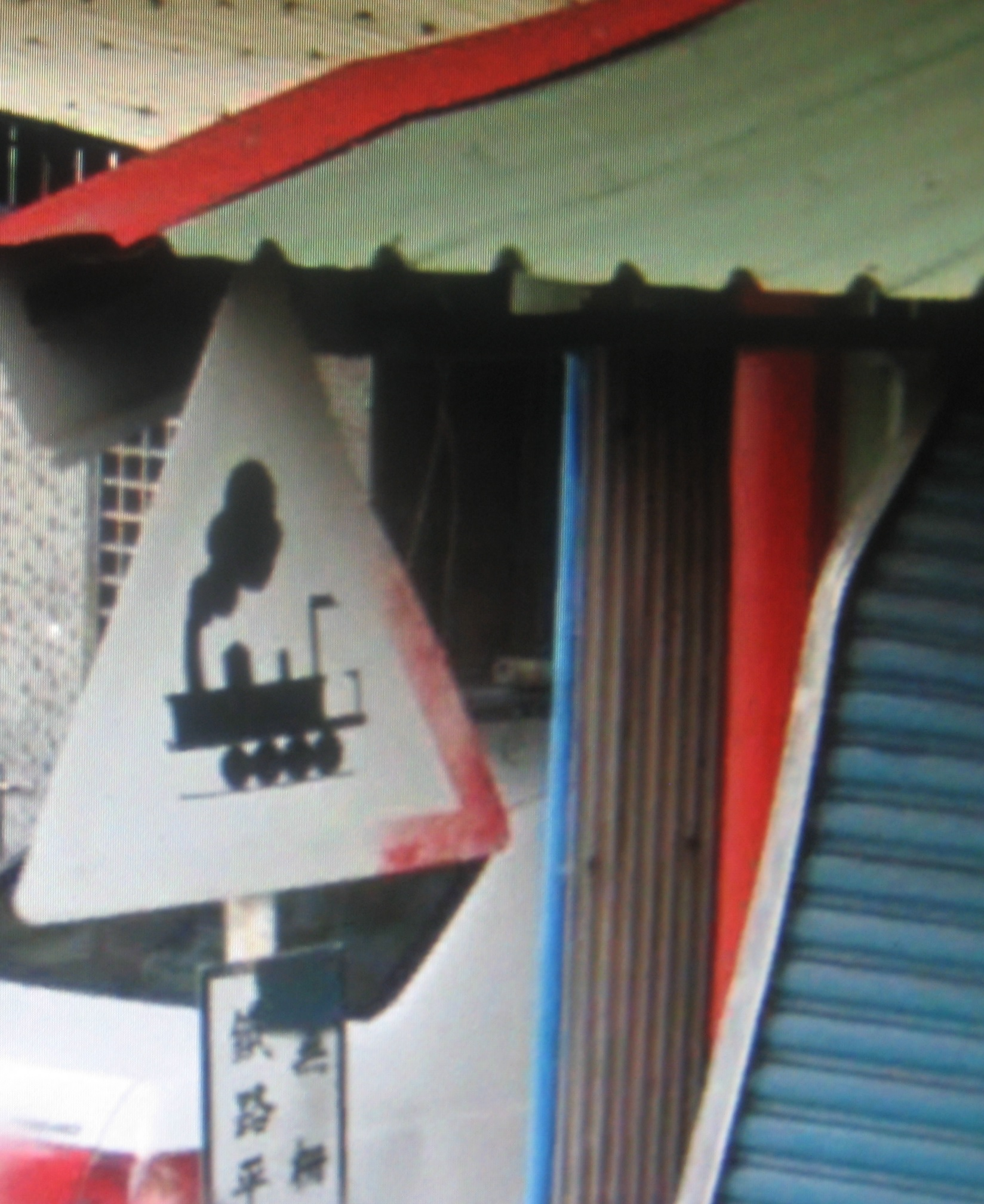
無柵欄鐵路平交道告示牌遺址

- 鐵路：以前是運糖等用，現已拆掉改為大寮一步一步自行車道、三隆公園（無柵欄鐵路平交道告示牌遺址在慈隆街和昌隆街口至瑞隆街和慈隆街口中間的左手方）。
- 台25線（鳳林三、二路）是前往臨近鄉鎮行政區的中程平面聯外道路，北至鳳山，南達林園。[3]

## 社區活動
- 慈后宮、慈隆宮、王龍宮及里民活動中心。
- 大寮紅豆文化節花海集紅豆體驗區。

## 宗教
慈后宮、慈隆宮、王龍宮、三隆宮、西羅殿。

## 外部連結
- 大寮戶政事務所人口統計
- 大寮區公所